# Créatifs culturels
Les créatifs culturels (en anglais américain « Cultural Creatives » dont le sens est plus proche de « créateurs de culture », traduction préférée par certains) sont un vaste groupe socio-culturel qui serait à la pointe du changement social, et qui a été mis en évidence par le sociologue américain Paul Ray et par la psychologue américaine Sherry Anderson.

## Aux États-Unis
Cette expression, inventée par le sociologue américain Paul Ray et la psychologue américaine Sherry Anderson a fait l'objet d'un livre : The Cultural Creatives: How 50 Million People Are Changing the World (Harmony Books, octobre 2000), traduit en français aux éditions Yves Michel, sous le titre : L'émergence des créatifs culturels. Enquête sur les acteurs d'un changement de société. Ce concept, traduit en français par l'expression de « Créatifs Culturels », pourrait également être traduit par les termes de « créateurs de culture » puisque ces nouveaux acteurs seraient, ni plus ni moins, en train d'inventer une nouvelle culture pour le XXIe siècle. Le journaliste français Patrice Van Eersel, du magazine Nouvelles Clés, y voit l'émergence d'une culture post-moderne.
Les Créatifs Culturels intègrent simultanément quatre pôles de valeurs, qu'ils mettent en pratique :
1. l'ouverture aux valeurs féminines (place des femmes dans la sphère publique, question de la violence faite aux femmes...)
2. l'intégration des valeurs écologiques et du développement durable (avec un intérêt pour l'alimentation biologique et les méthodes naturelles de santé)
3. l'implication sociétale (implication individuelle et solidaire dans la société)
4. le développement personnel (avec une dimension spirituelle et un intérêt pour les nouvelles formes de spiritualité, l'idée étant : « connais-toi toi-même si tu veux agir sur le monde »).

Les Créatifs Culturels se diviseraient en deux sous-populations :
- un noyau central, dit avancé. Ce sont les Créatifs Culturels spiritualistes. Ces leaders de la nouvelle culture se préoccuperaient à la fois de l'aspect environnemental, de l'aspect sociétal (justice sociale) ainsi que du développement psycho-spirituel.
- une périphérie, composée de Créatifs Culturels écologistes, qui n'incluent pas vraiment la dimension spirituelle dans leur univers.

Selon Patrice Van Eersel, « la genèse des Créatifs Culturels n'a rien de mystérieux » , puisque les Créatifs Culturels seraient bel et bien les descendants de nombreux mouvements construits dès les années 60, comme les mouvements pour les droits civiques, les mouvements féministes, les mouvements pacifistes, ceux écologistes, ou encore ceux pour l'éveil de la conscience, pour n'en citer que quelques-uns.
Aux États-Unis, en 2008, ils représentent 34,9 % de la population adulte ne se rattachant ni aux conservateurs religieux ni aux modernistes convaincus, c'est-à-dire les deux groupes socio-culturels le plus souvent reconnus aux USA. Les auteurs ont donné à ce groupe le nom de Créatifs Culturels.
Selon les auteurs, le phénomène n'est pas propre à une catégorie socio-professionnelle, ni à une tranche d'âge, on note toutefois une très légère prédominance des milieux éduqués/aisés. Ceci fait dire aux auteurs de l'ouvrage qu'il s'agit bien d'un mouvement de fond. 

### La seconde vague d'études
À la suite de la première étude sur les Créatifs Culturels réalisée par Paul Ray et Sherry Anderson, une équipe internationale s'est constituée, sous le parrainage du Club de Budapest, pour réaliser des études dans divers pays, comme la France, l'Allemagne, la Hongrie, les Pays Bas, la Norvège, l'Italie et le Japon. En 2008, le sociologue Paul Ray a réalisé un nouveau sondage national aux États-Unis dans l'objectif d'actualiser les données. Les résultats indiquent que les Créatifs Culturels composeraient désormais (en 2008) 34,9 % de la population nord-américaine adulte, soit 80 millions de personnes. Ces résultats indiquent également que les Créatifs Culturels représenteraient désormais entre 33 et 37 % de la population adulte d'Europe de l'Ouest et du Japon, soit une moyenne de 35 %.

## En France
L’enquête sur les créatifs culturels en France a commencé fin 2005 et les résultats ont été synthétisés fin 2006. Elle montre que cette famille socio-culturelle compte 17 % des Français, et surtout des Françaises, majoritaires (2/3).
Un livre, Les créatifs culturels en France, a été publié en février 2007. Cette vaste enquête a été menée par l’Association pour la Biodiversité Culturelle, laquelle a constitué un groupe de recherche depuis quatre ans, sous la direction scientifique du sociologue Jean-Pierre Worms.
Une première rencontre nationale des Créatifs Culturels a eu lieu dans les Cévennes les 31 mai et 1er juin 2008.
En mai 2016, une nouvelle étude sur les Créatifs Culturels paraît aux éditions Yves Michel : Les Créatifs Culturels, l'émergence d'une nouvelle conscience, par Ariane Vitalis. L'auteur apporte un nouveau regard sur le sujet, avec un travail d'enquête, des témoignages et des références sociologiques et historiques.